# Let Me Live
«Let Me Live» (укр. «Дозвольте мені жити») — пісня британського рок-гурту «Queen», з альбому «Made in Heaven» 1995 року. У пісні Фредді Мерк'юрі, Роджер Тейлор та Браян Мей по черзі виконували головний вокал. Мерк'юрі співав перший куплет та перехід (брідж), Тейлор співав другий куплет, Мей співав останній куплет. Приспів виконувався трьома членами «Queen» (крім Джона Дікона), а також фоновим хором, це надавало пісні звучання госпелу, що нагадувало пісню гурту «Somebody to Love» 1976 року. Сингл досяг 9 позиції у британському чарті «UK Singles Chart».

## Про пісню
Фредді Мерк'юрі заявив в інтерв'ю, що ця пісня була спочатку записана з Родом Стюартом у 1983 році. За чутками, ця пісня призначалася для альбому «The Works» 1984 року. Початкова версія пісні для альбому «Made in Heaven» містила додаткові рядки на початку, які виконував госпел-хор. Їх довелося видалити через звинувачення в плагіаті з пісні «Piece of My Heart» американської співачки Ерми Франклін. Однак перші мексиканські та голландські видання альбому «Made in Heaven» містили оригінальну версію пісні.
Пісня вийшла як сингл у Великій Британії, Нідерландах, Японії, Італії та Мексиці. Існує два видання цього синглу: у першому на стороні «Б» були записані пісні «Bicycle Race», «Fat Bottomed Girls» і «Don't Stop Me Now»; у другому — записи пісень «My Fairy King», «Doing Alright» і «Liar» з сесій гурту для «BBC» у 1973 році (офіційно вийшли в альбомі «At the Beeb»).
Як повідомляє вебсайт «Queen», BBC Radio 1 заборонило трансляцію цієї пісні на радіо.

## Трек-лист

### CD-версія
| #  | Назва                                     | Тривалість |
| -- | ----------------------------------------- | ---------- |
| 1. | «Let Me Live»                             | 4:48       |
| 2. | «My Fairy King (BBC-сесія, лютий 1973)»   | 4:07       |
| 3. | «Doing All Right (BBC-сесія, лютий 1973)» | 4:13       |
| 4. | «Liar (BBC-сесія, лютий 1973)»            | 6:29       |

### Альтернативна версія
| #  | Назва                                                 | Тривалість |
| -- | ----------------------------------------------------- | ---------- |
| 1. | «Let Me Live»                                         | 4:48       |
| 2. | «Fat Bottomed Girls (альбомна версія) (ремастування)» | 4:18       |
| 3. | «Bicycle Race (ремастування)»                         | 3:04       |
| 4. | «Don't Stop Me Now (ремастування)»                    | 3:30       |

## Музиканти
Queen
- Фредді Мерк'юрі — вокал (перший куплет), бек-вокал, піаніно
- Браян Мей — вокал (фінальний куплет), бек-вокал, електрогітара, орган
- Роджер Тейлор — вокал (другий куплет), бек-вокал, ударні, перкусія
- Джон Дікон — бас-гітара

Додаткові музиканти
- Ребекка Лей-Уайт — бек-вокал
- Гері Мартін — бек-вокал
- Кетрін Портер — бек-вокал
- Миріам Стоклі — бек-вокал